# جيك باريت
جيك باريت (بالإنجليزية: Jake Barrett)‏ هو لاعب كرة قاعدة أمريكي، ولد في 22 يوليو 1991 في آبلاند في الولايات المتحدة.

## وصلات خارجية
- جيك باريت على موقع دوري كرة القاعدة الرئيسي (الإنجليزية)
- جيك باريت على موقعبيزبول رفرنس.كوم (الدوري الرئيسي) (الإنجليزية)
- جيك باريت على موقعبيزبول رفرنس.كوم (الدوري الثانوي) (الإنجليزية)
- جيك باريت على موقع إي إس بي إن.كوم (أم.أل.بي) (الإنجليزية)
- جيك باريت على موقع مشجعي الرسوم البيانية (الإنجليزية)